# Ariel Ortega
Pour les articles homonymes, voir Ortega.
Ariel Arnaldo Ortega, surnommé El Burrito et né le 4 mars 1974 à Libertador General San Martín dans la province de Jujuy, est un footballeur international argentin évoluant au poste de milieu de terrain. Meneur de jeu très technique, il a rapidement été présenté comme le successeur de Diego Maradona. Il tient également sa célébrité de ses buts en pichenettes devant le gardien. Il est surnommé '' El Burrito '', le petit âne en français (en hommage à la puissance de frappe de balle de son père surnommé El burro).

## Biographie

### River Plate (1991-1997)
Joueur très prometteur il s'impose rapidement à River Plate et se distingue sur le plan des statistiques par son nombre de passes décisives, ce qui lui vaudra d'être sélectionné à 20 ans pour la Coupe du monde 1994. Dans celle-ci, il aura la lourde responsabilité de remplacer Diego Maradona suspendu après les deux premiers matchs ; l'aventure s'arrêtera en huitième de finale contre la Roumanie (2-3). 
En 1996, il remportera la Copa Libertadores avec son club et finira médaille d'argent aux Jeux olympiques d'Atlanta avec sa sélection.

### Valence (1997-1998)
En janvier 1997, il part pour l'Espagne et le Valencia CF. Ortega joue alors sous les ordres de Claudio Ranieri. Leurs relations sont initialement conflictuelles : Ranieri reproche au joueur de moins s'entraîner que ses coéquipiers et l'écarte régulièrement du onze titulaire, ce qu'Ortega n'accepte pas. Leurs différents s'apaisent après qu'Ortega s'excuse de son comportement publiquement lors d'une conférence de presse. Il y restera un an et demi mais ne s'y imposera pas complètement. Cela ne l'empêchera pas d'être sélectionné pour la Coupe du monde 1998. Il est titulaire indiscutable en tant que meneur de jeu de la sélection dirigée par Daniel Passarella et met en avant ses qualités techniques signant entre autres un doublé contre la Jamaïque (5-0) au premier tour. En quart de finale, il est expulsé face aux Pays-Bas et son équipe s'incline 2 buts à 1.

### Italie (1998-2000)
À l'été 1998, il signe en Italie à la Sampdoria, si d'un point de vue personnel cela se passe mieux qu'en Espagne il ne pourra pas empêcher la descente en Serie B de son club. Cela lui permet au moins de se faire engager par Parme qui doit remplacer son compatriote Juan Sebastián Verón parti à la Lazio. Il ne s'impose pas et rentre au pays un plus tard.

### Retour à River Plate (2000-2002)
Son retour dans son club formateur lui fait le plus grand bien, il y reste deux ans et participe à la Coupe du monde 2002.

### Fenerbahçe (2002-2003)
Ses performances lui permettent d'envisager un retour en Europe, il signe en Turquie à Fenerbahçe pour un important salaire. S'il réalise de bons débuts il entre rapidement en conflit avec ses coéquipiers. Début 2003, il décide de démissionner ce qui lui vaudra une suspension de plus d'un an.

### Retour au pays (2004-2012)
Après sa suspension, il s'engage avec les Newell's Old Boys, il y sera brillant et permettra à son club de remporter le tournoi d'Ouverture en 2004. 
Par la suite, il fera un troisième passage à River Plate en 2006. En proie à des problèmes d'addiction à l'alcool et aux drogues, il devient un élément perturbateur à River Plate. Faisant plus souvent les titres des journaux à scandale que la une des quotidiens sportifs. 
Le 7 août 2008, il signe à l'Independiente Rivadavia, club de deuxième division, situé dans la ville de Mendoza, dans l'ouest Argentin. L'Indepediente Rivadavia est considéré comme le deuxième club de Mendoza, et donc grand rival du Club Deportivo Godoy Cruz Antonio Tomba, qui vient de remonter en Primera. 
Début août 2009, le sélectionneur de l'Argentine, Diego Maradona, le sélectionne pour un match avec l'équipe nationale contre la Nouvelle-Zélande, le joueur entrevoit la fin de ses problèmes de dépendance avec l'aide de son idole. Mais une blessure l'empêche d'y prendre part au match.
En mai 2010, il est à nouveau convoqué pour jouer contre Haiti et sera titulaire et capitaine, dans un match gagné 4-0 par l'Argentine. Un retour en sélection sept ans après son dernier match.
À l'instar du retour de Martin Palermo, le buteur de Boca Juniors. Ariel Ortega ne sera finalement pas retenu pour la Coupe du monde 2010 mais ce match restera gravé dans sa mémoire car disputé sous les ordres de son idole, Diego Maradona[réf. nécessaire].

## Statistiques

### Statistiques détaillées par saison
Le tableau suivant récapitule les statistiques de Ariel Ortega durant sa carrière professionnelle,,,.
| Saison                | Club                  | Championnat           | Championnat | Championnat | Championnat | Coupe(s) nationale(s) | Coupe(s) nationale(s) | Coupe(s) nationale(s) | Supercoupe | Supercoupe | Supercoupe | Compétition(s) continentale(s) | Compétition(s) continentale(s) | Compétition(s) continentale(s) | Compétition(s) continentale(s) | Coupe intercontinentale | Coupe intercontinentale | Coupe intercontinentale | Argentine | Argentine | Argentine | Total | Total | Total |
| Saison                | Club                  | Division              | M.          | B.          | P.d.        | M.                    | B.                    | P.d.                  | M.         | B.         | P.d.       | Comp.                          | M.                             | B.                             | P.d.                           | M.                      | B.                      | P.d.                    | M.        | B.        | P.d.      | M.    | B.    | P.d.  |
| 1991-1992             | River Plate           | Primera División      | 14          | 1           | 3           | -                     | -                     | -                     | -          | -          | -          | SS+CL                          | -                              | -                              | -                              | -                       | -                       | -                       | -         | -         | -         | 14    | 1     | 3     |
| 1992-1993             | River Plate           | Primera División      | 27          | 5           | 8           | -                     | -                     | -                     | -          | -          | -          | SS+CL                          | 2+5                            | 1+0                            | 1+0                            | -                       | -                       | -                       | -         | -         | -         | 34    | 6     | 9     |
| 1993-1994             | River Plate           | Primera División      | 29          | 5           | 7           | 7                     | 3                     | 2                     | -          | -          | -          | SS                             | 4                              | 0                              | 0                              | -                       | -                       | -                       | 8         | 0         | 2         | 48    | 8     | 11    |
| 1994-1995             | River Plate           | Primera División      | 25          | 7           | 5           | -                     | -                     | -                     | -          | -          | -          | SS+CL                          | 2+6                            | 0+1                            | 0+2                            | -                       | -                       | -                       | 14        | 2         | 3         | 47    | 10    | 10    |
| 1995-1996             | River Plate           | Primera División      | 23          | 7           | 9           | -                     | -                     | -                     | -          | -          | -          | CL+SS+CL                       | 4+6+12                         | 0+1+2                          | 0+1+1                          | -                       | -                       | -                       | 7         | 3         | 1         | 52    | 13    | 12    |
| 1996-1997             | River Plate           | Primera División      | 16          | 6           | 10          | -                     | -                     | -                     | -          | -          | -          | SS                             | 2                              | 0                              | 0                              | 1                       | 0                       | 0                       | 4         | 1         | 2         | 23    | 7     | 12    |
| Sous-total            | Sous-total            | Sous-total            | 134         | 31          | 42          | 7                     | 3                     | 2                     | -          | -          | -          | -                              | 43                             | 5                              | 5                              | 1                       | 0                       | 0                       | 33        | 6         | 8         | 218   | 45    | 57    |
| 1996-1997             | Valence CF            | Liga                  | 12          | 7           | 3           | -                     | -                     | -                     | -          | -          | -          | C3                             | -                              | -                              | -                              | -                       | -                       | -                       | 6         | 1         | 4         | 18    | 8     | 7     |
| 1997-1998             | Valence CF            | Liga                  | 20          | 2           | 7           | 3                     | 0                     | 1                     | -          | -          | -          | -                              | -                              | -                              | -                              | -                       | -                       | -                       | 16        | 5         | 6         | 39    | 7     | 14    |
| Sous-total            | Sous-total            | Sous-total            | 32          | 9           | 10          | 3                     | 0                     | 1                     | -          | -          | -          | -                              | -                              | -                              | -                              | -                       | -                       | -                       | 22        | 6         | 10        | 57    | 15    | 21    |
| 1998-1999             | UC Sampdoria          | Serie A               | 27          | 8           | 7           | 4                     | 1                     | 2                     | -          | -          | -          | CI                             | -                              | -                              | -                              | -                       | -                       | -                       | 3         | 0         | 0         | 34    | 9     | 9     |
| Sous-total            | Sous-total            | Sous-total            | 27          | 8           | 7           | 4                     | 1                     | 2                     | -          | -          | -          | -                              | -                              | -                              | -                              | -                       | -                       | -                       | 3         | 0         | 0         | 34    | 9     | 9     |
| 1999-2000             | Parme AC              | Serie A               | 18          | 3           | 3           | 1                     | 0                     | 0                     | 1          | 0          | 0          | C1+C3                          | 2+5                            | 0+0                            | 0+3                            | -                       | -                       | -                       | 8         | 4         | 1         | 35    | 7     | 7     |
| Sous-total            | Sous-total            | Sous-total            | 18          | 3           | 3           | 1                     | 0                     | 0                     | 1          | 0          | 0          | -                              | 7                              | 0                              | 3                              | -                       | -                       | -                       | 8         | 4         | 1         | 35    | 7     | 7     |
| 2000-2001             | River Plate           | Primera División      | 27          | 9           | 10          | -                     | -                     | -                     | -          | -          | -          | CMS+CL                         | 4+8                            | 2+1                            | 1+2                            | -                       | -                       | -                       | 10        | 1         | 3         | 49    | 13    | 16    |
| 2001-2002             | River Plate           | Primera División      | 29          | 14          | 17          | -                     | -                     | -                     | -          | -          | -          | CMS+CL                         | 4+6                            | 1+1                            | 2+2                            | -                       | -                       | -                       | 8         | 0         | 2         | 47    | 16    | 23    |
| Sous-total            | Sous-total            | Sous-total            | 56          | 23          | 27          | -                     |                       | -                     | -          | -          | -          | -                              | 22                             | 5                              | 7                              | -                       | -                       | -                       | 18        | 1         | 5         | 96    | 29    | 39    |
| 2002-2003             | Fenerbahçe            | Süper Lig             | 14          | 5           | 7           | -                     | -                     | -                     | -          | -          | -          | C1+C3                          | 2+4                            | 0+0                            | 0+2                            | -                       | -                       | -                       | 2         | 0         | 2         | 22    | 5     | 11    |
| Sous-total            | Sous-total            | Sous-total            | 14          | 5           | 7           | -                     | -                     | -                     | -          | -          | -          | -                              | 6                              | 0                              | 2                              | -                       | -                       | -                       | 2         | 0         | 2         | 22    | 5     | 11    |
| 2004-2005             | Newell's Old Boys     | Primera División      | 24          | 5           | 7           | -                     | -                     | -                     | -          | -          | -          | -                              | -                              | -                              | -                              | -                       | -                       | -                       | -         | -         | -         | 24    | 5     | 7     |
| 2005-2006             | Newell's Old Boys     | Primera División      | 29          | 6           | 9           | -                     | -                     | -                     | -          | -          | -          | CS+CL                          | 1+6                            | 0+0                            | 0+2                            | -                       | -                       | -                       | -         | -         | -         | 36    | 6     | 11    |
| Sous-total            | Sous-total            | Sous-total            | 53          | 11          | 16          | -                     |                       | -                     | -          | -          | -          | -                              | 7                              | 0                              | 2                              | -                       | -                       | -                       | -         | -         | -         | 60    | 11    | 18    |
| 2006-2007             | River Plate           | Primera División      | 18          | 4           | 5           | -                     | -                     | -                     | -          | -          | -          | CS+CL                          | 1+2                            | 0                              | 0                              | -                       | -                       | -                       | -         | -         | -         | 21    | 4     | 5     |
| 2007-2008             | River Plate           | Primera División      | 29          | 14          | 17          | -                     | -                     | -                     | -          | -          | -          | CMS+CL                         | 4+6                            | 1+1                            | 2+2                            | -                       | -                       | -                       | 8         | 0         | 2         | 47    | 16    | 23    |
| Sous-total            | Sous-total            | Sous-total            | 56          | 23          | 27          | -                     |                       | -                     | -          | -          | -          | -                              | 22                             | 5                              | 7                              | -                       | -                       | -                       | 18        | 1         | 5         | 96    | 29    | 39    |
| 2001-2002             | Real Madrid           | PD                    | 31          | 7           | 9           | 7                     | 2                     | 3                     | 2          | 0          | 1          | C1                             | 9                              | 3                              | 2                              | -                       | -                       | -                       | 9         | 1         | 0         | 58    | 13    | 15    |
| 2002-2003             | Real Madrid           | PD                    | 33          | 9           | 12          | 1                     | 0                     | 0                     | -          | -          | -          | C1                             | 14                             | 3                              | 7                              | 1                       | 0                       | 0                       | 7         | 3         | 3         | 56    | 15    | 22    |
| 2003-2004             | Real Madrid           | PD                    | 33          | 6           | 12          | 5                     | 1                     | 0                     | 2          | 0          | 0          | C1                             | 10                             | 3                              | 2                              | -                       | -                       | -                       | 11        | 4         | 5         | 61    | 14    | 19    |
| 2004-2005             | Real Madrid           | PD                    | 29          | 6           | 7           | 1                     | 0                     | 0                     | -          | -          | -          | C1                             | 10                             | 0                              | 1                              | -                       | -                       | -                       | -         | -         | -         | 40    | 6     | 8     |
| 2005-2006             | Real Madrid           | PD                    | 29          | 9           | 11          | 5                     | 0                     | 1                     | -          | -          | -          | C1                             | 4                              | 0                              | 1                              | -                       | -                       | -                       | 15        | 5         | 3         | 53    | 14    | 16    |
| Sous-total            | Sous-total            | Sous-total            | 155         | 37          | 51          | 19                    | 3                     | 4                     | 4          | 0          | 1          | -                              | 47                             | 9                              | 13                             | 1                       | 0                       | 0                       | 42        | 13        | 11        | 268   | 62    | 80    |
| Total sur la carrière | Total sur la carrière | Total sur la carrière | 506         | 95          | 118         | 55                    | 7                     | 14                    | 6          | 0          | 1          | -                              | 117                            | 23                             | 41                             | 3                       | 0                       | 1                       | 108       | 31        | 30        | 795   | 156   | 205   |

## Palmarès
- Champion d'Argentine Apertura 1991
- Champion d'Argentine Apertura 1993
- Champion d'Argentine Apertura 1994
- Médaille d'or aux jeux panaméricains de 1995
- Champion d'Argentine Apertura 1996
- Vainqueur de la Copa Libertadores 1996
- Médaille d'argent aux Jeux olympiques de 1996 (Argentine).
- Champion d'Argentine Apertura 2002
- International A Argentin : 87 sélections et 17 buts. Il participa à 3 coupes du monde : 1994, 1998 et 2002.